# Ochetostoma bombayense
Ochetostoma bombayense är en djurart som tillhör fylumet skedmaskar, och som först beskrevs av Prashad och Awati 1929.  Ochetostoma bombayense ingår i släktet Ochetostoma och familjen Echiuridae. Inga underarter finns listade i Catalogue of Life.